# Melanotes
Melanotes is een geslacht van rechtvleugeligen uit de familie krekels (Gryllidae). De wetenschappelijke naam van dit geslacht is voor het eerst geldig gepubliceerd in 1993 door Desutter-Grandcolas.

## Soorten
Het geslacht Melanotes omvat de volgende soorten:
- Melanotes moraesi Desutter-Grandcolas, 1993
- Melanotes ornata Desutter-Grandcolas, 1993